# Doseerarts
Een doseerarts is een arts die specifieke kennis heeft van bloedstolling, stollingsfactoren in het bloed, trombose en antistollingsmedicijnen.
De arts gaat uit van de INR-waarde die geprikt wordt bij de patiënt die onder antistollingsbehandeling staat, en baseert daarop zijn doseringsschema van de antistollingsmedicatie. De dosering wordt bepaald door middel van berekening van oude en nieuwe INR-waarden, in verhouding tot de hoeveelheid gebruikte antistollingsmedicatie.
De doseerarts werkt via de trombosediensten, die de antistollingsbehandeling van patiënten controleren.